# Journaliste
Pour les articles homonymes, voir Journaliste (homonymie).
Un journaliste est une personne qui recueille ou recherche, vérifie et écrit puis distribue des informations sur tout type de support média (presse écrite, radio, télévision et les technologies de l'information et de la communication du Web).

## Rôle
Un journaliste peut travailler sur des sujets généraux ou se spécialiser dans certaines questions. La plupart des journalistes ont tendance à se spécialiser et, en collaborant avec d'autres journalistes, rédigent un article ou mettent en forme un reportage qui couvre l'actualité. Par exemple, un journaliste sportif couvre les nouvelles dans le monde du sport, mais ce journaliste peut aussi faire partie d'un journal qui couvre d'autres sujets.
Le travail du ou de la journaliste consiste principalement à recueillir des informations puis écrire des articles ou publier des reportages (écrits, audio, photo ou vidéo), en consultant les dépêches des agences de presse et la documentation de son entreprise, en interrogeant des spécialistes ou des témoins, à qui il garantit la protection des sources d'information des journalistes.

## Différentes facettes du métier
On utilise le terme de reporter ou de grand reporter quand il ou elle se déplace sur le terrain, reporter de guerre lorsqu'il s'agit de couvrir des zones de conflit . Il est chroniqueur ou rubricard quand ses articles sont publiés sous forme de rubrique dans un journal, et spécialisés dans un domaine particulier et même de critique pour certains d'entre eux: littéraire, dramatique, cinéma, musical, d'art, gastronomique. Il est éditorialiste ou billettiste, s'il doit mettre en avant une opinion, le plus souvent celle de son entreprise. Lorsque le journaliste effectue des enquêtes longues et approfondies sur des sujets difficiles, il est journaliste d'investigation.
Les secrétaires de rédaction, qui assurent un travail d'édition en relisant et réécrivant au besoin les articles, ont aussi le statut de journaliste professionnel, tout comme leur pendant dans l'audiovisuel, les chefs d'édition, ainsi que les présentateurs, photographes de presse, dessinateurs, iconographes, journalistes reporters d'image («JRI») et documentalistes de presse.
La profession se décline ainsi sous de nombreuses facettes:
- Directeur de publication
- Rédacteur en chef
- Reporter
- Journaliste d'enquête
- Correspondant
- Correspondant de guerre
- Pigiste
- Photojournaliste, Reporter-photographe
- Journaliste reporter d'images
- Présentateur de journal
- Billettiste / Chroniqueur
- Dessinateur de presse
- Critique littéraire
- Editorialiste
- Secrétaire de rédaction
- Feuilletoniste
- Fixeur

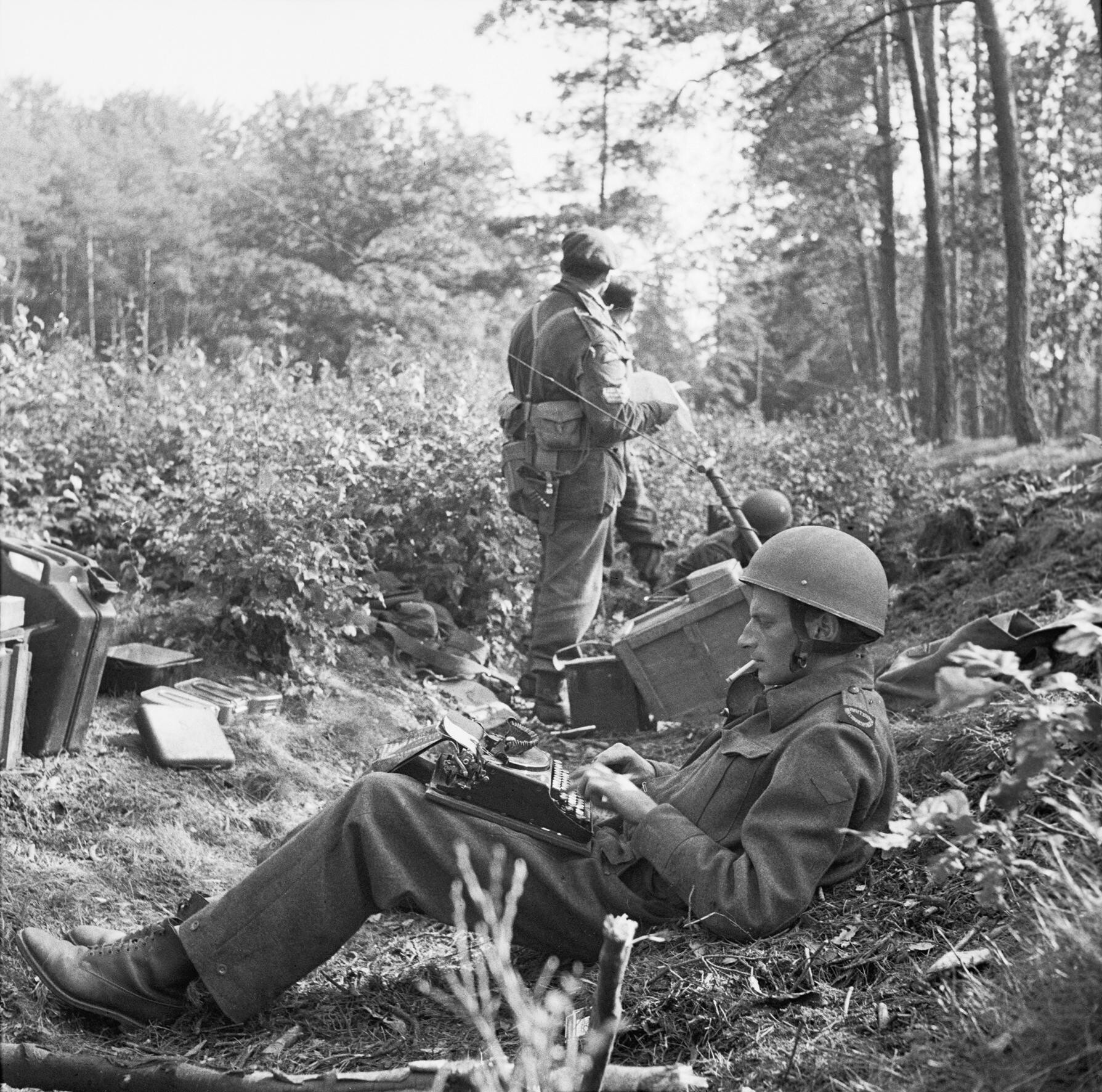
Un correspondant de guerre en 1944.
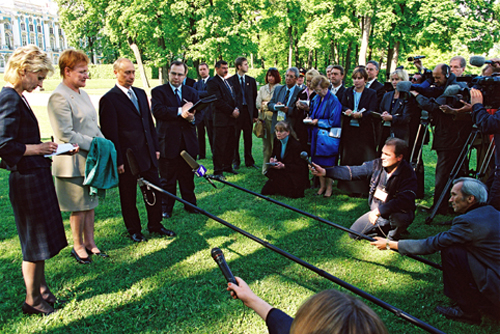
Des journalistes présents lors d'une conférence de presse de la présidente finlandaise Tarja Halonen et du président russe Vladimir Poutine en 2002.
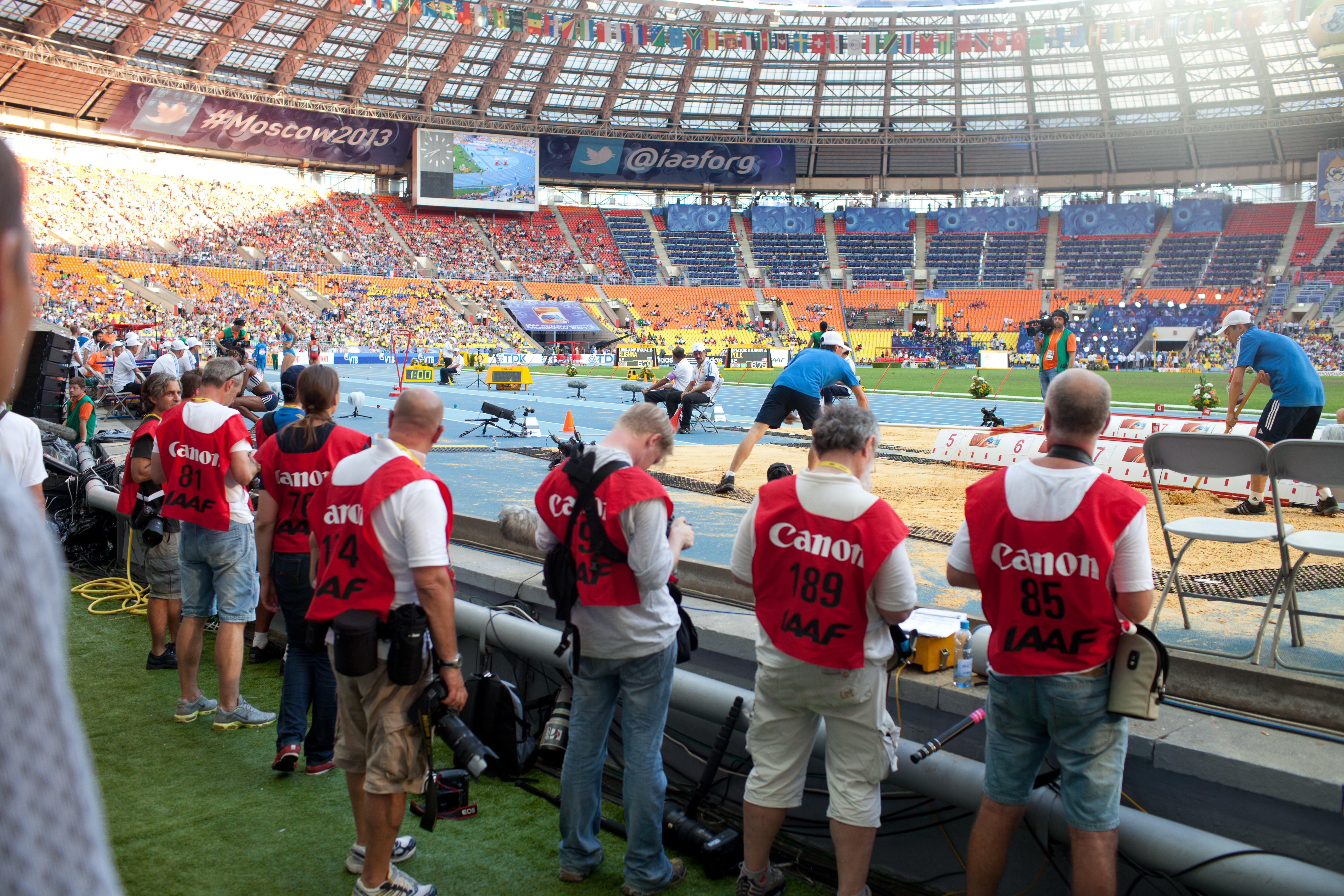
Des photojournalistes lors du Championnat du monde d'athlétisme 2013.
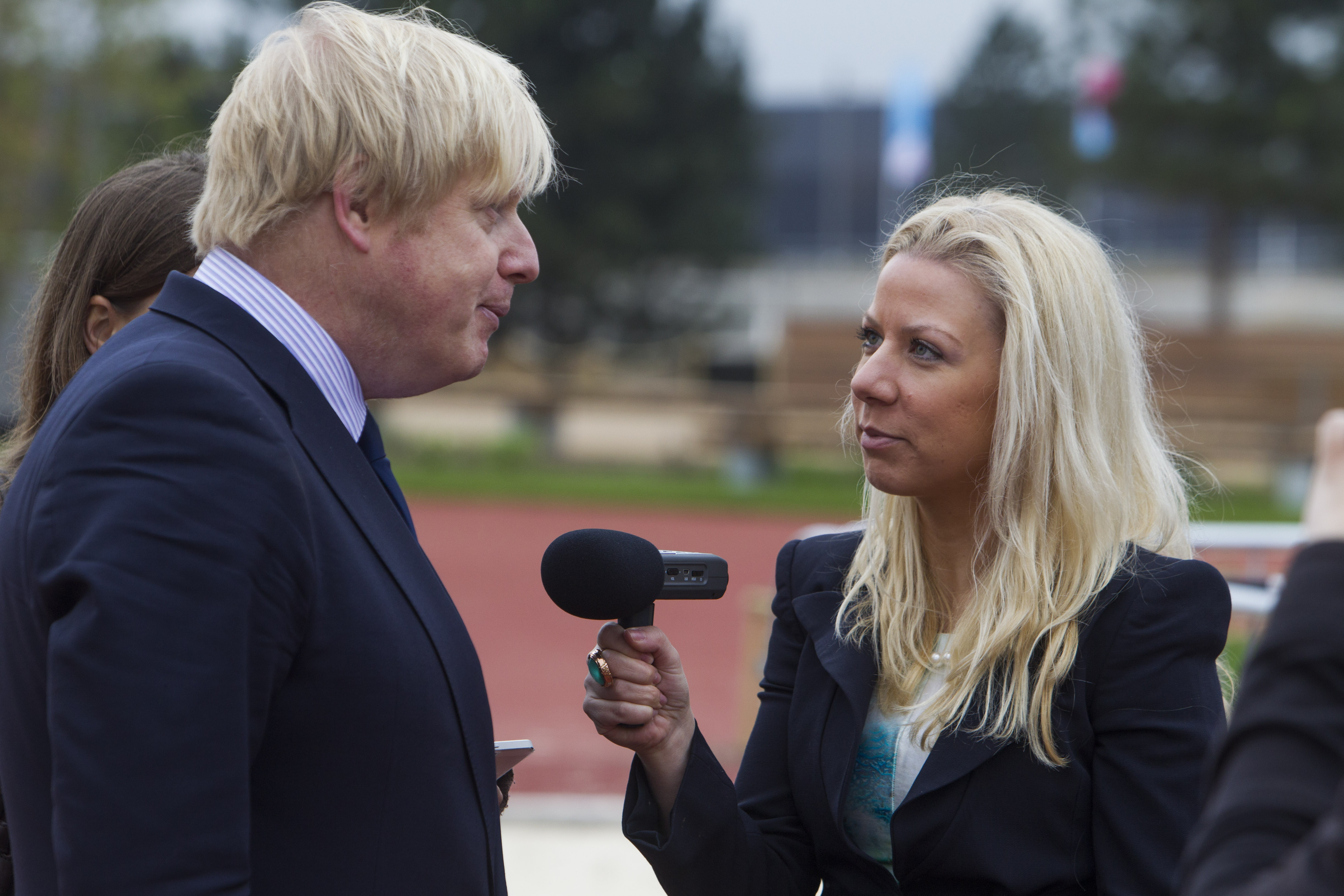
Une journaliste interviewant Boris Johnson, alors maire de Londres, en 2014.
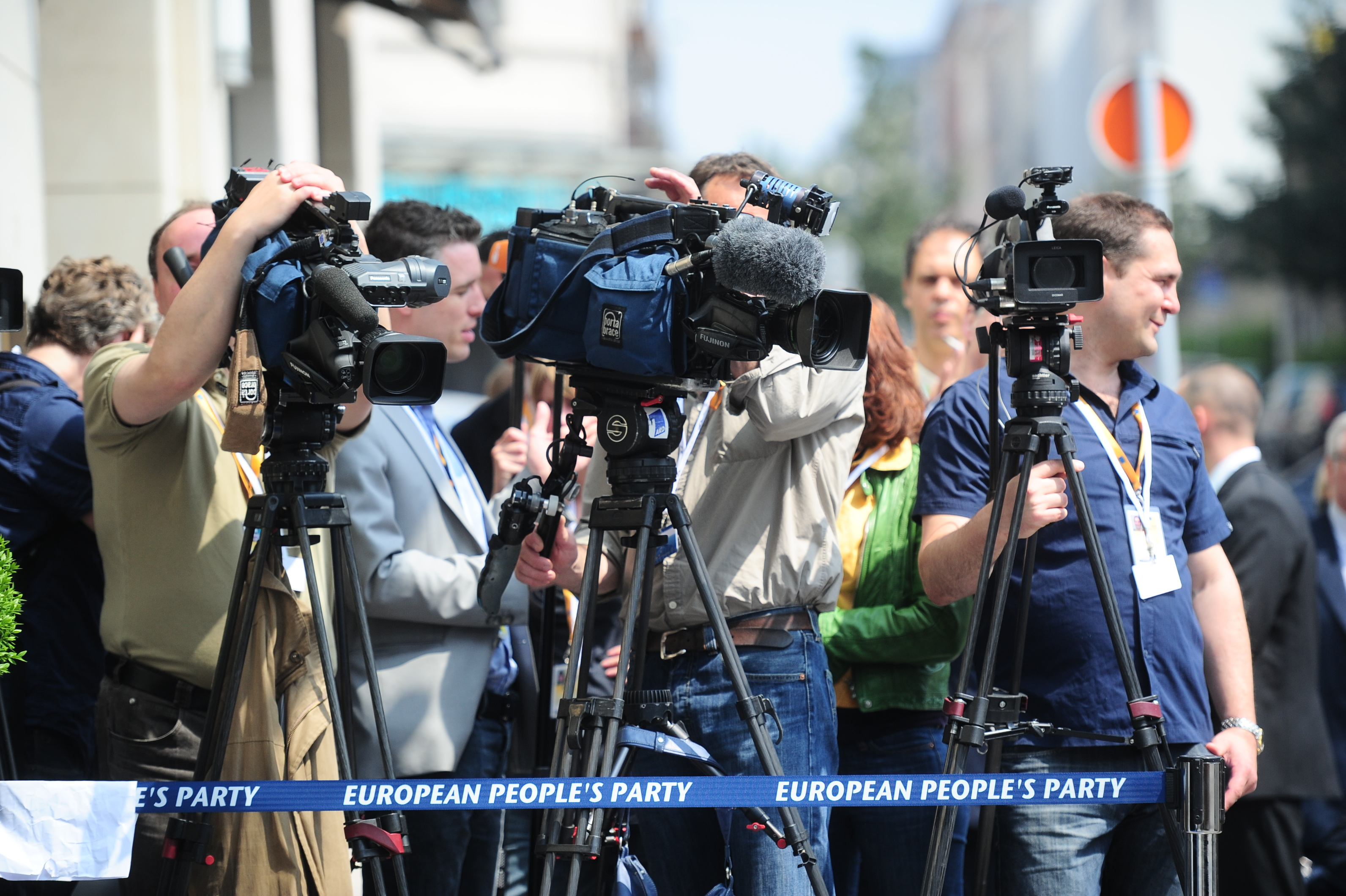
Des journalistes reporter d'images.

## Définition

### En France: le statut de journaliste professionnel

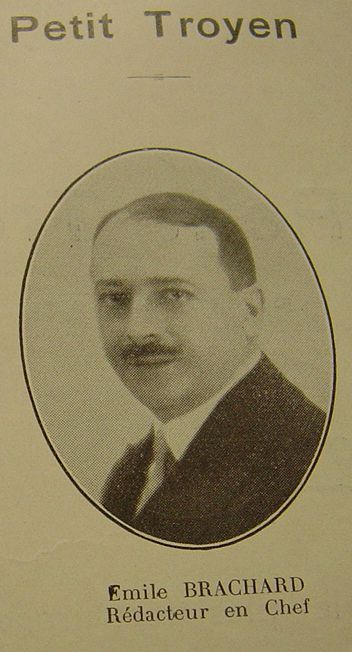
Émile Brachard en 1932.
Rédacteur en chef du journal Le Petit Troyen, il est l'auteur du rapport Brachard créant en 1935 le statut de journaliste professionnel en France.

Les articles L7111-3 à L7111-5 du Code du travail précisent qu'est « journaliste professionnel toute personne qui a pour activité principale, régulière et rétribuée, l'exercice de sa profession dans une ou plusieurs entreprises de presse, publications quotidiennes et périodiques ou agences de presse et qui en tire le principal de ses ressources ». Ces publications peuvent être électroniques. Tout journaliste professionnel est couvert par la Convention collective nationale de travail des journalistes. Pour Rémy Rieffel, sociologue spécialiste des médias, cette définition est assez floue, et même tautologique. Il souligne que les limites de cette profession sont floues depuis son origine.
L'exercice du journalisme est libre en France et n'est pas réservé aux journalistes professionnels. Il peut être exercé, par exemple, dans le cadre d'un média associatif ou autre, à but non lucratif et donc non enregistré à la Commission paritaire des publications et des agences de presse. Toutefois, ces journalistes-là ne bénéficient pas de la protection du statut de journaliste professionnel.
La loi Brachard, inspirée du rapport Brachard, a créé dès 1935 un statut de journaliste professionnel, qui accorde au moins un mois de salaire par année d'ancienneté en cas de licenciement et une clause de cession (démission avec les mêmes indemnités) en cas de changement d'actionnaire de l'entreprise de média. La loi Cressard a donné en 1974 les mêmes droits aux journalistes pigistes, rémunérés au prorata de la longueur des articles.
Qu'il soit mensualisé ou pigiste, le journaliste professionnel est salarié en contrat à durée indéterminée, comme le précise la loi Cressard de 1974 : il vote aux élections professionnelles, est couvert par Convention collective nationale de travail des journalistes (CCNTJ) et obtient la carte de presse, si le journalisme lui apporte la majorité de ses revenus. La carte est attribuée, après une année probatoire, par la CCIJP, commission indépendante de professionnels élus par leurs pairs.
Créé en 1934, l'allocation pour frais d'emploi des journalistes, composante marginale des aides à la presse en France, autorise à déduire 7 650 euros par an de son revenu imposable. Ce montant, fixé en 1998 et non relevé depuis, a remplacé la déduction de 30 % supprimée en 1996.
Les correspondants locaux de presse n'ont pas le statut de journaliste professionnel et ne sont pas couverts par la CCNTJ dans la mesure où leur fonction est exercée en complément d'une autre activité professionnelle.
Cinq grandes commissions, réunissant des patrons de média et des syndicats de journalistes travaillent à la cogestion de la profession de journaliste, en vertu du paritarisme, des lois spécifiques à la profession (Loi Brachard, Loi Cressard), et de la Convention collective nationale de travail des journalistes :
- la Commission de la carte d'identité des journalistes professionnels ;
- la Commission arbitrale ;
- la Commission des droits d'auteur des journalistes ;
- la Commission paritaire des journalistes rémunérés à la pige ;
- la Commission paritaire nationale de l'emploi des journalistes.

## Le «quatrième pouvoir» et la déontologie

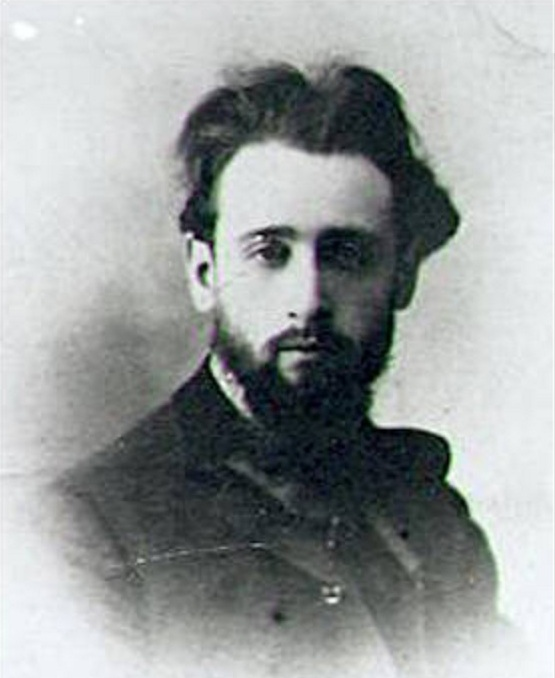
Albert Londres en 1923, journaliste français auquel le prix Albert-Londres est dédié.

Les médias sont souvent qualifiés de quatrième pouvoir, par allusion aux trois pouvoirs constitutionnels, dans le processus de la formation de l'opinion publique et dans l'influence que la révélation de ces faits peut avoir dans les prises de position des citoyens. Les faits, analyses ou commentaires qu'ils rapportent sont porteurs de sens, par exemple dans le domaine de la politique, de l'économie ou de la culture. La couverture de ces domaines est définie collectivement par des rédactions, encadrées par les responsables nommés souvent par les propriétaires de ces médias d'où la revendication par les syndicats de journalistes pour obtenir l'indépendance des rédactions. Le SNJ, le SNJ-CGT, FO, la CFTC, et l'USJ CFDT ont rédigé à l'automne 2007 la pétition nationale pour l'indépendance des rédactions, dans le sillage du combat mené par les journalistes des quotidiens économiques Les Échos et La Tribune, en 2007, lorsque LVMH a vendu le second pour racheter le premier.
Il existe plusieurs syndicats et associations de journalistes. Parmi celles-ci l'Association des journalistes parlementaires (AJP), association française fondée en 1891, réunit les journalistes politiques qui suivent plus spécialement les travaux du Parlement (Assemblée nationale et Sénat).
En France, en cas de désaccord avec la ligne éditoriale, le journaliste peut en théorie demander l'application de la clause de conscience, supervisée par la commission arbitrale, l'une des cinq grandes commissions qui cogèrent la profession, en vertu du paritarisme et des lois spécifiques à la profession. En pratique, la clause de conscience est très difficile à obtenir, la loi n'étant pas assez précise. Les syndicats de journalistes demandent que la ligne éditoriale respecte Charte de Munich, adoptée par la Fédération européenne des journalistes et référence européenne concernant la déontologie du journalisme, un texte qui distingue dix devoirs et cinq droits en reprenant les principes de la Charte des devoirs professionnels des journalistes français.
Il existe un grand nombre de prix de journalisme. Parmi ceux-ci, le prix Albert-Londres créé en 1932 et décerné pour la première fois en 1933, qui couronne chaque année les meilleurs « grands reporters » francophones. Le prix Pulitzer est un prix américain décerné par l'Université Columbia de New York et remis à des personnes, journaux, magazines, revues ou agences de presse dans les domaines suivants : journalisme, littérature, fiction et musique. Ces domaines sont divisés en catégories spécifiques — 15 pour le journalisme. Il est considéré comme l'un des plus prestigieux du monde.

## Historique

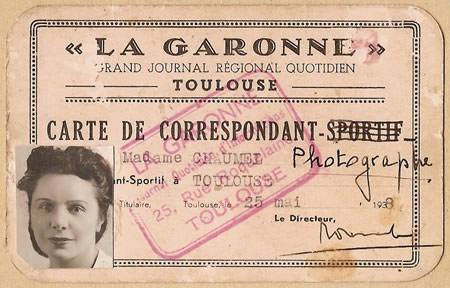
Carte de presse d'une photographe française (1938).

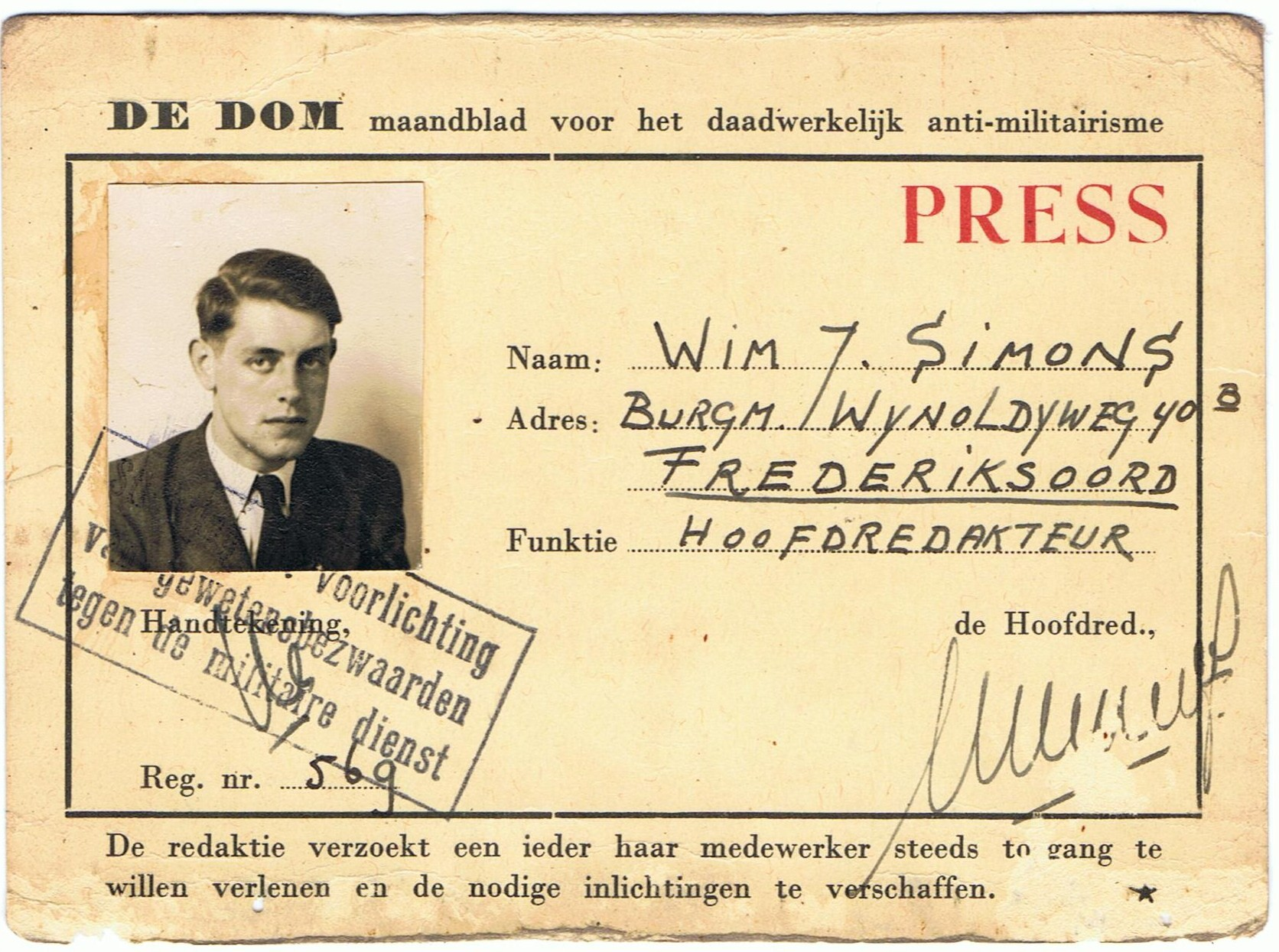
Carte de presse d'un journaliste néerlandais (1948).

Le journalisme et la presse sont apparus dans l'Antiquité. Par exemple, les procès romains étaient affichés sur les murs, tels des journaux. Dans la mythologie nordique, les corbeaux Hugin et Munin sont assis sur les épaules du dieu Odin et lui racontent les nouvelles du monde.
Le métier de journaliste, longtemps réprimé par la censure royale s'est épanoui plus vite dans les pays anglo-saxons. En France, il devient un symbole de la liberté lors la Protestation des 44 journalistes du 26 juillet 1830, déclic et temps fort des Trois Glorieuses. Il a vu ses effectifs augmenter fortement à la fin du XIXe siècle mais n'est devenue une activité professionnelle vraiment reconnue que dans les années 1930, lorsqu'un consensus s'est dessiné après des révélations tardives sur l'affaire Arthur Raffalovitch, un scandale médiatico-financier lié aux emprunts russes, dont le placement massif auprès des épargnants français fut facilité par la corruption de nombreux médias.

### Femmes journalistes et magazines
Anne-Marguerite Petit du Noyer est la première femme journaliste française connue pour sa couverture du traité d'Utrecht en 1713,. La Femme libre, est le premier titre de la « brochure » fondée en 1832 par Marie-Reine Guindorf et Jeanne-Désirée Véret. C'est le premier journal féministe français, réalisé et publié uniquement par des femmes. Jeanne-Justine Fouqueau de Pussy fonde en 1833 le Journal des demoiselles destiné aux filles de milieux aisés. La Fronde, journal fondé par Marguerite Durand en 1897, également entièrement conçu et dirigé par des femmes, inaugure le journalisme moderne féminin.
Nellie Bly, américaine, est pionnière du reportage clandestin, une forme de journalisme d'investigation. Martha Gellhorn, journaliste américaine, a couvert tous les grands conflits mondiaux du XXe siècle, de la guerre d'Espagne à l'invasion du Panama par les États-Unis.
En France, Marie-Claire est créé par Jean Prouvost et Marcelle Auclair en 1937 sous forme d'hebdomadaire. Puis le magazine féminin Elle est fondé en 1945 par Hélène Lazareff et Marcelle Auclair. Edmonde Charles-Roux y travaille deux ans, puis devient rédactrice en chef de Vogue en 1954. Elle est licenciée en 1966 après avoir voulu choisir une femme noire pour la couverture du magazine. Françoise Giroud, après avoir dirigé la rédaction de Elle, fonde en 1953 L'Express avec Jean-Jacques Servan-Schreiber et reste à la tête de la publication jusqu'en 1974. Benoîte Groult fonde en 1978, avec Claude Servan-Schreiber, le mensuel féministe F Magazine, dont elle rédige les éditoriaux.

### Années 2000 à nos jours
Dans les années 2000, le web change la pratique journalistique. Il permet aux journalistes, hommes et femmes, de s'exprimer différemment sur leurs blog avec des textes plus longs. Certains peuvent réaliser des reportages alors qu'ils n'ont pas le statut de journaliste. Le web a donné les outils du journaliste aux citoyens. Des enquêtes collaboratives de journalistes d'investigation de grande ampleur traitent de gigantesques fuites de documents, comme les Pandora Papers. Ces journalistes enquêteurs sont regroupés au sein du Consortium international des journalistes d'investigation. Afin de tenter de démonter les infox (fake news) les rédactions mettent en place des cellules de journalistes dédiées. Exemple, l'AFP Factuel qui est désormais présent dans plusieurs dizaines de pays, sur tous les continents, et dans dix-huit langues, dont le français, l'anglais, l'espagnol ou le portugais.
Les médias contribuent à la célébrité des journalistes et vice-versa. À la télévision, après une présence de plusieurs décennies dans les Journaux Télévisés (Patrick Poivre d'Arvor, Christine Ockrent, Jean-Pierre Pernault…), de nombreux journalistes personnalisent les rendez-vous audiovisuels qui se sont multipliés sur les chaînes de la TNT et les radios, comme Léa Salamé, Laurent Delahousse, Anne-Sophie Lapix, Elise Lucet, Yves Calvi, Anne-Élisabeth Lemoine, Nicolas Demorand, Patrick Cohen…
En 2019, environ 35 000 personnes détiennent la carte de presse en France, dont près de la moitié sont des femmes (48 %). Cette carte n’est pas une condition sine qua non pour être considéré comme journaliste. La féminisation du métier n'est cependant pas encore synonyme de parité dans les médias.

## Formation
Dans les pays qui promeuvent la liberté de la presse, aucun diplôme n'est exigé pour exercer la profession de journaliste. Un stage dans un ou plusieurs médias peut toutefois être requis.
En principe, il est demandé au journaliste d'avoir conscience de ses responsabilités sociales et politiques vis-à-vis de la société (critère de déontologie), de posséder une pensée logique et analytique, de disposer de créativité ainsi que d'avoir le sens des contacts humains. Cependant les journalistes polyvalents tendent à devenir de moins en moins nombreux. Des connaissances techniques sont de plus en plus souvent nécessaires (quand elles ne sont pas exigées), en raison de la complexité croissante des sujets traités. Les journalistes intervenant sur des sujets « pointus » tels que les sciences, surtout dans la presse généraliste, ont rarement reçu une formation substantielle sur ces sujets ; un journaliste doit alors posséder une capacité à comprendre et à retranscrire en termes intelligibles par le plus grand nombre une information a priori « difficile », afin qu'elle ne demeure pas réservée à un cercle d'initiés.

## Statut professionnel et écoles de formation dans le monde

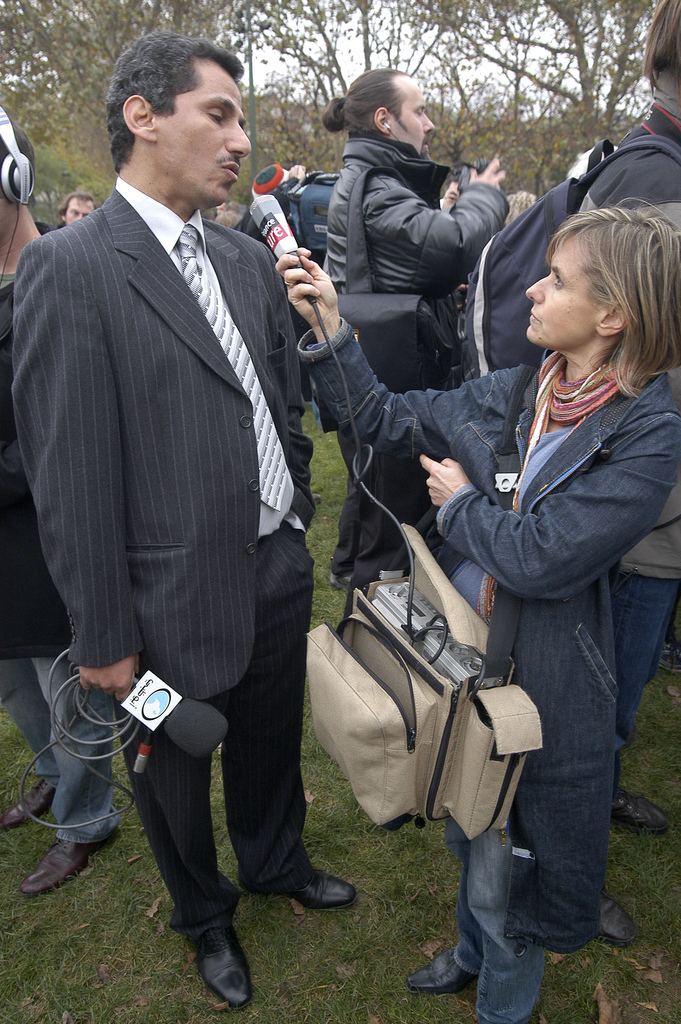
Une journaliste de radio interviewant un journaliste télévisuel.

### Afrique francophone
En Afrique francophone, l'école supérieure de journalisme des métiers de l'internet et de la communication est la première école de journalisme et de communication à intégrer de façon structurée les métiers du web dans son curriculum. Elle se veut, au-delà des offres de formation, un centre panafricain d'excellence et un lieu de réflexion sur les médias et la communication, à l'heure des technologies de l'information et de la communication (TIC), des médias en ligne et des réseaux sociaux.
Outre le cycle normal de formation, l'établissement offre aux professionnels africains en activité la possibilité de se recycler et de mettre à jour leurs connaissances dans le domaine très changeant du monde de l'internet, à travers des offres de formation continue.
L'établissement a été créé par un spécialiste des médias et de la communication (ancien journaliste de la BBC et de l'AFP ayant fait l'essentiel de sa carrière à l'international) qui s'est entouré d'universitaires et de jeunes experts férus de nouvelles technologies. Basée à Dakar au Sénégal, l'école proclame son intention de contribuer à la révolution numérique qui caractérise le XXIe siècle et de participer à la « redéfinition » des métiers du journalisme et de la communication, rendue impérative par la montée en puissance des technologies et de l'Internet, et notamment ce qu'il est désormais convenu d'appeler le web 2.0.

### Algérie
En Algérie, la formation des journalistes est assurée par les universités publiques (départements des sciences de l'Information) et certains organismes tels :
- l’École Nationale Supérieure de Journalisme et des Sciences de l'Information d'Alger (fondée en 1964) ;
- l’École Supérieure de Journalisme d'Alger (école privée).

Le métier est régi par la loi organique no 12-05 du 12 janvier 2012 relative à l'information.

### Australie
En Australie :
- Jschool : Journalism Education & Training[28].

### Belgique
Le statut de journaliste professionnel en Belgique est établi par la loi du 30 décembre 1963. Les conditions précisées par la loi sont les suivantes :
Nul ne peut être admis à porter le titre de journaliste professionnel s’il ne remplit pas les conditions suivantes :
1. Être âgé de vingt et un ans au moins ;
2. N’être pas déchu, en Belgique, en tout ou en partie, des droits énumérés aux articles 31 et 123 sexies du Code pénal et, sous réserve de ce qui est prévu à l’article 2, n’avoir pas encouru, à l’étranger, une condamnation qui, si elle avait été prononcée en Belgique, aurait entraîné la déchéance de tout ou partie de ces droits ;
3. À titre de profession principale et moyennant rémunération, participer à la rédaction de journaux quotidiens ou périodiques, d’émissions d’information radiodiffusées ou télévisées, d’actualités filmées ou d’agences de presse consacrées à l’information générale ;
4. Avoir fait, de cette activité, sa profession habituelle pendant deux ans au moins, et ne pas l’avoir cessée depuis plus de deux ans ;
5. N’exercer aucune espèce de commerce et notamment aucune activité ayant pour objet la publicité, si ce n’est en qualité de directeur de journal, d’émissions d’information, d’actualités filmées ou d’agences de presse.

Le service public fédéral Intérieur belge délivre le titre de journaliste professionnel (et donc la carte de presse), sur avis de la Commission d'agréation officielle. Cette commission est composée paritairement de journalistes professionnels et de directeurs de médias.
Les journalistes en Belgique peuvent s'affilier à l'Association des Journalistes Professionnels, ou à son pendant néerlandophone le Vlaamse Vereniging van Journalisten.
Le titre de journaliste professionnel en Belgique est réservé, selon les termes de la loi de 1963, aux journalistes qui exercent dans des médias consacrés à l'information généraliste. Cela exclut donc les journalistes qui exercent dans des médias spécialisés. Ceux-ci peuvent toutefois être reconnus comme "journalistes de profession" par l'Association des journalistes de presse périodique.
En Belgique, les écoles de formation au journalisme sont les suivantes :
- Université catholique de Louvain (UCLouvain), École de journalisme de Louvain : Louvain-la-Neuve
- Université Saint-Louis - Bruxelles, Faculté ESPO : Bruxelles
- Université libre de Bruxelles (ULB), École de journalisme de Bruxelles : Bruxelles
- Institut supérieur de formation sociale et de communication (ISFSC) : Bruxelles
- Institut des hautes études des communications sociales (IHECS) : Bruxelles
- Institut de Journalisme : Bruxelles. Première école de journalisme mise sur pied en Belgique en 1922, elle ferme ses portes à la fin de l'année scolaire 2013[34]
- Haute École Léon-Eli Troclet, section communication : Jemeppe-sur-Meuse
- Haute École Louvain en Hainaut - HELHa : Tournai
- Haute École provinciale de Hainaut Condorcet : Marcinelle
- Université de Liège (Ulg), section information et communication : Liège
- SAE Institute Brussels, section Information & Communication[35]

### Bosnie-Herzégovine
En Bosnie-Herzégovine, l'École de journalisme de l'institut Mediaplan à Sarajevo.

### Bulgarie
En Bulgarie, la Faculté de journalisme et de communication de masse (FJCM) à Sofia.

### Chine
En Chine, en 2014, un « examen idéologique » est mis en place par le Parti communiste chinois afin de « contrôler » l'ensemble des journalistes. Ces derniers doivent connaître des règles essentielles, par exemple :

« Il est absolument interdit à des articles publiés de faire état de commentaires contredisant la ligne du parti communiste chinois. »

Ou encore :

« la relation entre le parti et les médias est celle du dirigeant et du dirigé. »

La « liberté de la presse » est un des « sept périls » mis en avant par le Parti communiste chinois dans le document numéro 9,.

### États-Unis

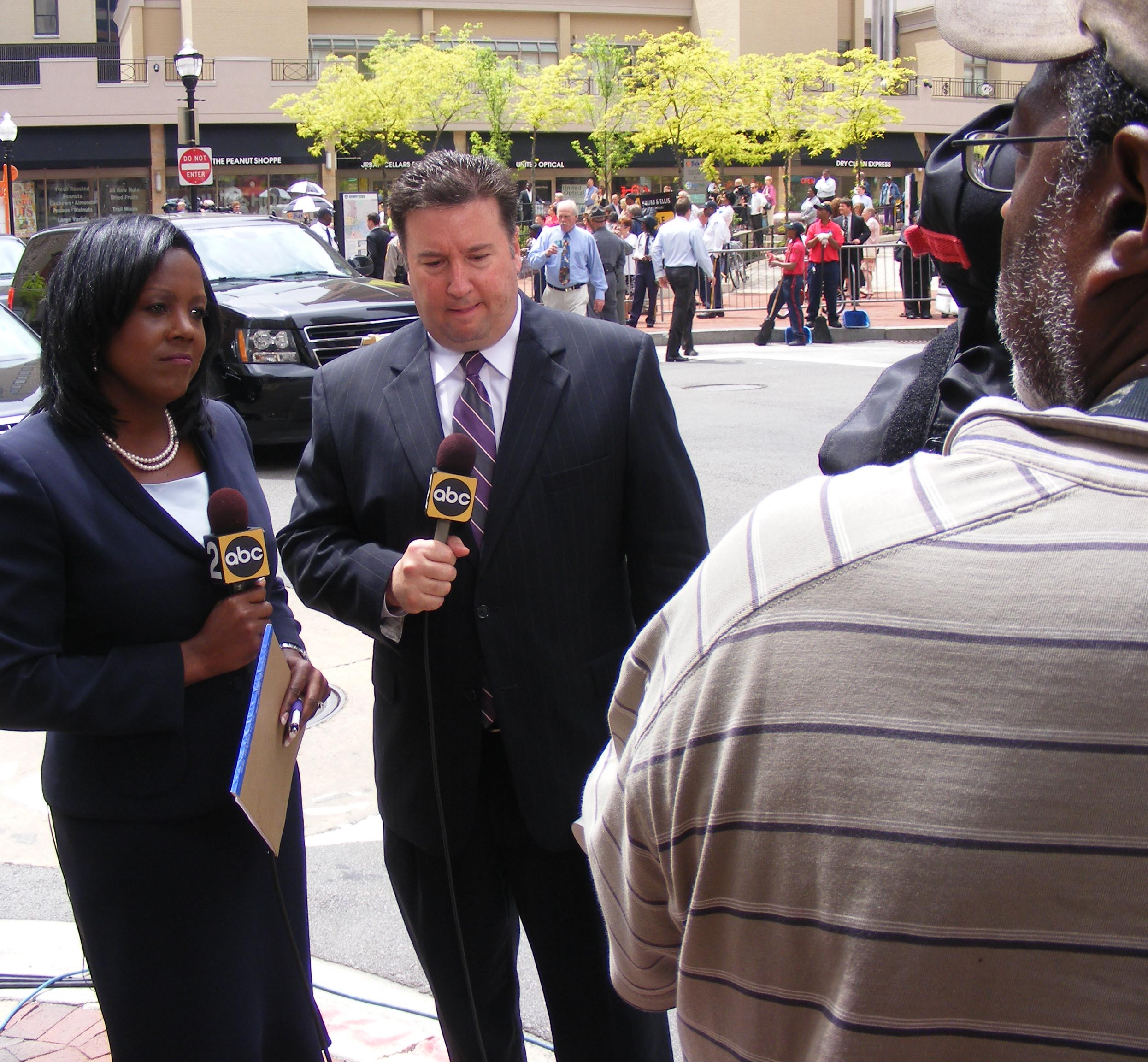
Kelly Swoope et Jamie Costello se préparent pour un direct à Baltimore.

### France

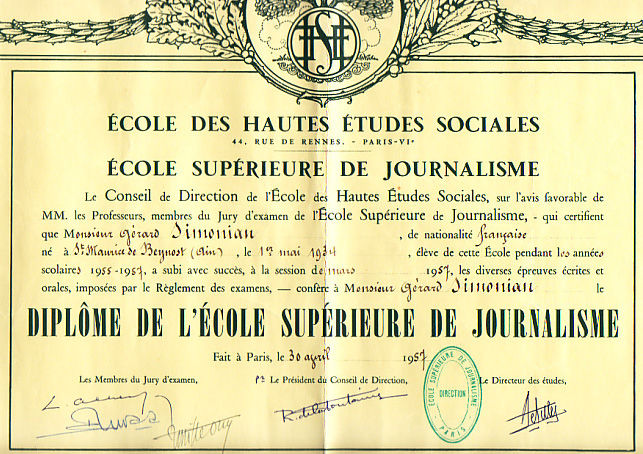
Diplôme de l'École supérieure de journalisme de Paris (1957).

À la fin du XIXe siècle, le nombre de journalistes croît, donnant à la profession une identité professionnelle alors que patrons de presse, journalistes, auteurs, éditeurs et publicistes créent ensemble des associations de défense de la profession et de la presse en général. Revendiquant un repos hebdomadaire, des congés et une retraite, tout comme les ouvriers du Livre en avaient déjà, les organisations de journaliste se différencient de celles de leurs employeurs.
En 1918 nait le syndicat national des journalistes (SJ puis SNJ) qui tente de négocier une convention collective avec le syndicat de la presse parisienne (SPP4), en vain. Il s'affilie à la Fédération Internationale des Journalistes en 1926, pour améliorer les conditions de travail, la rémunérations du journaliste et pour moraliser le métier ; sans cependant réussir à créer un Ordre professionnel, ni un cursus consensuel de formation, face au patronat qui veut préserver ses prérogatives de critères d'embauche et d’attribution du statut de journaliste.
Le SNJ a plusieurs fois failli s'affilier au Syndicat général du livre et de la communication écrite CGT, mais cette motion est successivement rejetée en 1918, 1926 et 1937. La profession se veut indépendante des pouvoirs politique et économique et finit, via ses relais parlementaires et gouvernementaux, à obtenir le salariat en 1925, et une loi (dite « Brachard »), qui en 1935, précise le statut du journaliste. Ce métier acquiert alors le monopole sur le traitement de l'information ; le journaliste est alors salarié (et non auteur ou travailleur indépendant) ; cette loi introduit la clause de conscience, la clause de cession et des indemnités de licenciements et protège le journaliste d'attaques pour corruption, car ce salarié est contrôlé par le patron de presse (Magnat des médias parfois) supposé capable de moraliser la profession,.
En 1936, une « Commission de la Carte » est créée, qui définira et élargira peu à peu les frontières de la profession (Ruellan, 1995) via des suites de décisions et de jurisprudence, l'ajout le plus récent étant celui de "journaliste du Web". Plusieurs grilles de rémunération entretiennent une triple hiérarchie : Paris/province, selon le type de publications et selon les qualifications et l'expérience (Critique et grand reporter et à l'opposé rédacteur et petit reporter). Après la Seconde Guerre mondiale, le SNJ traverse une crise à la suite du fait que des journalistes ont collaboré avec l'occupation nazie. Le syndicat renait dans le SNJ-CGT. Ce dernier négocie avec la Fédération Nationale de la Presse Française des hausses des rémunérations ; une convention es négociée en 1937.
La convention de 1937 est dénoncée en 1939, mais reste néanmoins appliqué jusqu'en 1956 où elle est remplacée par une convention nationale très inspirée de la précédente, avant plusieurs mise à jour en 1968 et 1976, une refonte en 1987 et une extension en 1988 (lui permettant d'induire les médias écrits, audio visuels, et les agences de presse). Ce texte est ensuite complété par des accords (et annexes) successifs sur l'informatisation délimitant les frontières entre journalistes et ouvriers de la Presse (Accords PAO2, PQR, PQD), les classifications, la formation, les pigistes jusqu'à la fin des années 1980. Elle fixe des grilles de rémunérations pour chaque branche (presse quotidienne, hebdomadaire ou spécialisée, nationale, régionale et départementale).
En 1948 le SNJ-CGT a éclaté, la plupart des sections décidant l’autonomie vis-à-vis de la CGT, et un retour au SNJ. D’autres sections créent le SNJ-FO.
Le statut du pigiste commence à être fixé par la loi en 1974, par la loi dite « Loi Cressard ».
Selon Ruellan, en 2007 les limites du métier restent floue, basées sur des critères de temps de travail et de revenus, salariés et employés par une rédaction ou un rédacteur en chef. Cependant note le sociologue Jean Louis Renoux (2011), peu d'auteurs analysent l'organisation du travail des journalistes et la rédaction alors que c'est dans cet espace de travail que se joue l'appartenance ou non à la profession. Si les sujets sont pris, si le stagiaire, ou le maquettiste deviennent journalistes, c'est bien parce qu'un rédacteur en chef ou un directeur de publication ont pris la décision d'employer cet individu et de lui conférer le statut de salarié qui en fait un journaliste par la rémunération et le temps qu'il consacre à ce travail.
En France, la profession est très hiérarchisée, avec un prestige et des rangs en fonction du médias (de la presse locale aux télévisions nationales). Elle n'exige pas de diplôme précis, mais la Convention collective nationale de travail des journalistes affirme « l’intérêt des parties contractantes pour la formation professionnelle et souhaite que les débutants aient reçu un enseignement général et technique aussi complet que possible ». Ainsi, une formation « reconnue par la profession » (c'est-à-dire reconnues par la Commission paritaire nationale de l'emploi des journalistes ou CPNEJ) - et d’être titulaire du diplôme de fin d’études - diminue de moitié la durée du stage de deux ans requis pour accéder au statut de journaliste titulaire.
En 2021, les quatorze formations reconnues par la CPNEJ sont :
- Centre de formation des journalistes (CFJ)
- Centre universitaire d'enseignement du journalisme (CUEJ)
- École des hautes études en sciences de l'information et de la communication (CELSA)
- École de journalisme de Cannes (EJC)
- École de journalisme et de communication d'Aix-Marseille (EJCAM)
- École de journalisme de Sciences Po (Institut d'études politiques de Paris)
- École de journalisme de Toulouse (EJT)
- École publique de journalisme de Tours (EPJT)
- École supérieure de journalisme de Lille (ESJ Lille)
- École de journalisme de Grenoble (ICM)
- Institut français de presse (IFP)
- Institut pratique du journalisme de Paris Dauphine-PSL (IPJ)
- Institut de journalisme Bordeaux Aquitaine (IJBA)
- Institut universitaire de technologie de Lannion.

D'autres formations, comme l'Institut supérieur de la communication, de la presse et de l'audiovisuel (ISCPA), institut des médias, présent à Lyon et Paris ou l'École supérieure de journalisme de Paris (ESJ Paris) notamment, créée en 1899 ne sont pas reconnues par la profession, via le dispositif prévu par la Convention collective nationale de travail des journalistes, en raison du choix pédagogique de ne pas assurer le nombre d'heures d'enseignement requis.

### Maroc
Au Maroc :
- Institut supérieur de l'information et de la communication (ISIC) à Rabat (établissement public)
- École supérieure de journalisme et de communication (ESJC) à Casablanca (établissement privé)
- Institut supérieur de journalisme et de l'information (IFJ Sup) à Casablanca (établissement privé)
- Institut supérieur de journalisme et de la communication (ISJC) à Casablanca (établissement privé)
- Faculté des Lettres et des Sciences humaines Fès-Saïs (sciences de l'information et de la communication - SIC) à Fès (établissement public)

### Québec
Au Québec :
- Département d'information et de communication, Université Laval : Québec (Québec)
- Département de journalisme, Université Concordia : Montréal (Québec)
- Département de journalisme au sein de l'École des Médias, Université du Québec à Montréal : Montréal (Québec)
- Faculté de l'Éducation permanente, Université de Montréal, Certificat en journalisme et information : Montréal (Québec)
- Département d'arts et technologies des médias, Cégep de Jonquière : Saguenay (Québec)
- Département de Lettres - Communication Sociale, Université du Québec à Trois-Rivières : Trois-Rivières (Québec)
- Département des lettres et communications, Université de Sherbrooke : Sherbrooke (Québec)
- Département de sciences humaines (certificat, DESS), Université de Montréal (Québec)

### Suisse
En Suisse romande, les journalistes-stagiaires sont engagés durant deux ans auprès d'un média, tout en suivant neuf semaines de formation théorique au Centre romand de formation des journalistes (CRFJ). Les stagiaires passent ensuite un examen de fin de stage. Par ailleurs, au bout de deux ans de pratique journalistique, les candidats journalistes obtiennent le RP (registre professionnel) qui fait d'eux des journalistes professionnels.
L'université de Fribourg, l'université de Genève et l'Institut de journalisme et communication à Neuchâtel proposent aussi des cours dans le domaine du journalisme.
Les écoles de journalisme de Genève et de Lausanne, établissements dotés de journaux en ligne, encadrées par des professionnels de la presse et des médias délivrent des diplômes d'études supérieures de journalisme et de journaliste reporter d'images.

## Droits d'auteur des journalistes
En France, l’article 20 de la loi du 12 juin 2009 (loi Hadopi) prévoit que les œuvres du journaliste peuvent être utilisées par le titre dans lequel il travaille sur tous les supports : papier, Internet, téléphones mobiles, etc. Pendant une période de référence, cette utilisation a pour seule contrepartie le salaire. Au-delà, une rémunération supplémentaire est due, déterminée par un accord collectif. Faute d’accord dans un délai fixé par la loi, une commission paritaire présidée par un haut magistrat peut proposer aux parties une solution, c'est la Commission des droits d'auteur des journalistes (CDAJ).
Les syndicats d'employeurs y sont représentés de même que le SNJ, le SNJ-CGT, la CFDT, la CFTC et la CGC, et FO.
La loi du 12 juin 2009 (loi Hadopi reprend le principe de trois cercles concentriques, selon que l'œuvre est utilisée pendant ou après la première publication, et à l'intérieur ou à l'extérieur du titre de la première publication. Ces trois cercles vont ensuite inspirer la réforme du Code de la propriété intellectuelle (CPI). Le troisième cercle inclut deux sous-catégories, selon que l'œuvre est réutilisée dans un titre appartenant à la même « famille cohérente de presse » ou non :
- le cercle 1[47] (article L 132-37 du CPI) : pour une première utilisation de ses articles dans le titre de presse et sa période de référence (une journée pour un quotidien, une semaine pour un hebdomadaire, un mois pour un mensuel), le journaliste reçoit déjà un salaire ou une pige. Il ne peut prétendre en plus à des droits d'auteur ;
- le cercle 2[47] (article L 132-38 du CPI) : pour une réutilisation dans le même titre de presse, au-delà de la période de référence (par exemple un article laissé sur Internet ou réutilisé dans un supplément), le journaliste peut exiger des droits d'auteur. Il faut dans ce cas un accord collectif, même si le journaliste a donné un accord individuel. L'événement déclencheur n’est pas le basculement d’un support vers un autre, mais le passage du temps[48] ;
- le cercle 3 (article L 132-39 et L 132-40 du CPI) : pour la réutilisation hors du titre de presse, le journaliste peut exiger des droits d'auteur. Deux sous-catégories peuvent être distinguées :
  - le cercle 3-A (article L 132-39 du CPI) : pour un autre titre d'une même "famille cohérente de presse", à condition que la CDAJ reconnaisse l'existence de cette « famille cohérente de presse ». Il faut dans ce cas un accord collectif,
  - le cercle 3-B (article L 132-40 du CPI) : pour un autre titre. Il faut dans ce cas un accord collectif ou bien l'accord individuel du journaliste, même si un déséquilibre qui peut exister, au moment de la négociation, entre l’éditeur et un journaliste isolé, par exemple un pigiste[49].

## Formes de pressions exercées sur les journalistes
Les formes de pressions exercées sur les journalistes vont de la simple pression amicale à l'élimination physique. Elles ont pour but l'autocensure ou la manipulation de l'information afin de satisfaire les centres de pouvoir. Les formes de pression les plus courantes sont :
- l'assassinat : 50 journalistes tués dans le monde en 2020 selon le Baromètre de la Liberté de la Presse publié par Reporters Sans Frontières[50] ;
- l'emprisonnement : 211 journalistes emprisonnés dans le monde en 2013[51]. La même année, la Turquie est le pays dont les prisons renferment le plus de journalistes au monde[51].
Selon Can Dündar éditorialiste turc lauréat du Prix Reporters sans frontières[52] emprisonné en Turquie[53], les principales raisons de l'incarcération des journalistes sont[54] :
  - l'opposition au pouvoir,
  - la découverte de corruption du pouvoir,
  - la politique de la guerre civile,
  - la découverte de trafics liés aux centres de décision ;
- l'enlèvement : 54 journalistes sont maintenus en otage à travers le monde en 2015[55] ;
- l'agression ;
- les violences policières : par exemple en France, en couvrant les manifestations des Gilets jaunes en 2019, des dizaines de reporters, vidéastes et photographes ont été touchés par des tirs de lanceurs de balles de défense, y compris au visage, ou ont reçu des coups de matraque et des jets de grenades. Ils présentent des blessures diverses : fractures, côtes cassées, brûlures et hématomes, etc. Entre le 17 novembre 2018 et le 17 mai 2019, 54 journalistes ont été blessés par les forces de police, dont douze sérieusement, selon un décompte réalisé par Reporters sans frontières (RSF)[56] ;
- la menace et le harcèlement, que ce soit de manière physique ou de l'ordre du cyber-harcèlement[57] ;
- les arrestations arbitraires ;
- les saisies de matériel ;
- les pressions fiscales ;
- les pressions financières des annonceurs : la concentration et la financiarisation des médias influe sur la nature des sujets abordés et les conditions de travail avec le renforcement de l'objectif de rentabilité[58] sur celui d'informer
- les pressions politiques sur la rédaction : elle se manifestent à travers la nomination des responsables de l’audiovisuel public[58] ou la mise en place de structure dictant aux rédactions les sujets à aborder[59] ;
- les pressions salariales : par exemple en France, l'appel croissant aux pigistes majoritairement non cartés et non titulaires constitue également une forme de pression empêchant les journalistes d'exercer leur métier selon la déontologie requise[58] ;
- la corruption de journalistes[60],[61],[62],[63] : par exemple, les monarchies du Golfe (Arabie saoudite, Qatar, Émirats arabes unis et Koweït) s'emploient, en particulier depuis les années 1990 et 2000, à renforcer leur visibilité à l'international. Les journalistes qui participent à des voyages de presse organisés par ces régimes reçoivent des cadeaux allant du stylo de marque à la montre de luxe, ou à des enveloppes d'argent liquide[64]. Cette pratique de l’enveloppe d'argent liquide, dite « enveloppe brune », est répandue dans certains pays d’Afrique où les salaires sont très bas, comme le Nigeria[65].

## Journalistes tués
En 2012, selon l'ONG Press Emblem Campaign, 141 journalistes ont été tués dans l'exercice de leur profession dans 29 pays. Parmi eux, 37 l'ont été en Syrie, 19 en Somalie, 12 au Pakistan, 11 au Mexique, 11 au Brésil et 6 en Honduras.
Le Comité pour la protection des journalistes, basé à New York, dénombre au moins 67 journalistes tués en 2012 tandis que l'Institut international de la presse (IPI), basé à Vienne, en a recensé 119 sur la même période,.
Les journalistes enquêtant sur les questions environnementales sont les plus menacés après la couverture des zones de guerre.
| Année | Nombre | Année | Nombre | Année | Nombre | Année | Nombre | Année                | Nombre |
| 1994  | 103    | 2001  | 31     | 2008  | 60     | 2015  | 82     | 2022 (au 31/08/2022) | 34     |
| 1995  | 64     | 2002  | 25     | 2009  | 77     | 2016  | 63     |                      |        |
| 1996  | 36     | 2003  | 40     | 2010  | 57     | 2017  | 55     |                      |        |
| 1997  | 28     | 2004  | 53     | 2011  | 106    | 2018  | 79     |                      |        |
| 1998  | 23     | 2005  | 63     | 2012  | 141    | 2019  | 51     |                      |        |
| 1999  | 38     | 2006  | 81     | 2013  | 73     | 2020  | 51     |                      |        |
| 2000  | 32     | 2007  | 86     | 2014  | 73     | 2021  | 47     |                      |        |

## Journalistes représentés par le cinéma
Le cinéma a souvent présenté des journalistes au travail. C'est le cas dans les films suivants :
- en France :
  - Les Dents longues de Daniel Gélin (1953), Paparazzi de Jacques Rozier (1964), L'Héritier de Philippe Labro (1972), La Mort en direct de Bertrand Tavernier (1980), Mille milliards de dollars de Henri Verneuil (1982), Le Quatrième Pouvoir de Serge Leroy (1985), Paparazzi d'Alain Berberian (1998), Polisse de Maïwenn (2011), L'Enquête de Vincent Garenq (2014), France de Bruno Dumont (2021), Illusions Perdues de Xavier Giannoli (2021) Ouistreham de Emmanuel Carrère (2022)
- aux États-Unis :
  - La Dame du vendredi d'Howard Hawks (1940), Citizen Kane d'Orson Welles (1941), Le Gouffre aux chimères de Billy Wilder (1951), Le Grand Chantage d'Alexander Mackendrick (1957), À cause d'un assassinat d'Alan J. Pakula (1974), Profession : reporter de Michelangelo Antonioni (1975), Les Hommes du Président d'Alan J. Pakula (1976), Comment se faire larguer en 10 leçons de Donald Petrie (2002), Good Night and Good Luck de George Clooney (2005), Scoop de Woody Allen (2006), Le Diable s'habille en Prada de David Frankel (2006), Zodiac de David Fincher (2007), Jeux de Pouvoir de Kevin Mcdonald (2009), Night Call de Dan Gilroy (2014), Spotlight de Tom McCarthy (2015), Scandale de Jay Roach (2019) etc.
- au Royaume-Uni :
  - La déchirure de Roland Joffé (1984).
- Autres : Another Day of Life de Raúl de la Fuente et Damian Nenow (2018)
- Audrey Chabal, Femme journaliste dans la fiction : et à la fin, elle couche[72].